# Ida Engvoll
Ida Emelin Engvoll (6 oktober 1985) is een Zweedse actrice.

## Biografie
Engvoll groeide op in een klein dorp vlak bij Söderhamn. Tijdens het doorlopen van de middelbare school in Bollnäs volgde zij ook cursussen in theater en muziek. Na haar middelbare school leerde zij van 2007 tot en met 2010 het acteren aan het Swedish National Academy of Mime and Acting in Stockholm.
Engvoll begon in 2009 met acteren in de televisieserie Beck, waarna zij nog meerdere rollen speelde in televisieseries en films. Zij is onder andere bekend van haar rol als Kit Ekdal in de internationale televisieserie The Team, waar zij in 8 afleveringen speelde (2015). Naast het acteren voor televisie is zij ook actief in het stadstheater van Stockholm.

## Filmografie

### Films
Uitgezonderd korte films.
- 2024 En del av dig - als Carina
- 2022 Tisdagsklubben - als Fredrika
- 2021 Vitt skräp - als Kim
- 2015 En man som heter Ove - als Sonja
- 2015 I nöd eller lust - als Hanna
- 2014 Medicinen - als Linda
- 2013 Mig äger ingen - als Lisa
- 2013 Fjällbackamorden: Ljusets drottning - als Fia
- 2013 Bäst före - als Katja
- 2013 Mördaren ljuger inte ensam - als Lil

### Televisieseries
Uitgezonderd eenmalige gastrollen.
- 2022 Riget - als Kalle - 5 afl.
- 2020 - 2022 Kärlek & Anarki - als Sofie Rydman - 16  afl.
- 2017-2019 Vår tid är nu - als Ester - 16 afl.
- 2018 Andra åket - als Yvette - 8 afl.
- 2017-2018 Bonusfamiljen - als Therese - 10 afl.
- 2017 Rebecka Martinsson - als Rebecka Martinsson - 8 afl.
- 2015 The Bridge - als Tina - 3 afl.
- 2015 The Team - als Kit Ekdal - 8 afl.
- 2012 Arne Dahl: Europa blues - als Dyta - 2 afl.

- Bibsys: 10044915
- Gemeinsame Normdatei: 127619790X
- International Standard Name Identifier: 0000 0004 8641 8845
- Library of Congress Control Number: no2017032538
- Nederlandse Thesaurus van Auteursnamen: 410594938
- Virtual International Authority File: 7732148997613259870005
- WorldCat: E39PBJrgD63Yx4RWgbxMrxCvpP